# Calcinus elegans
Calcinus elegans är en kräftdjursart som först beskrevs av H. Milne Edwards 1836.  Calcinus elegans ingår i släktet Calcinus och familjen Diogenidae. Inga underarter finns listade i Catalogue of Life.

## Bildgalleri

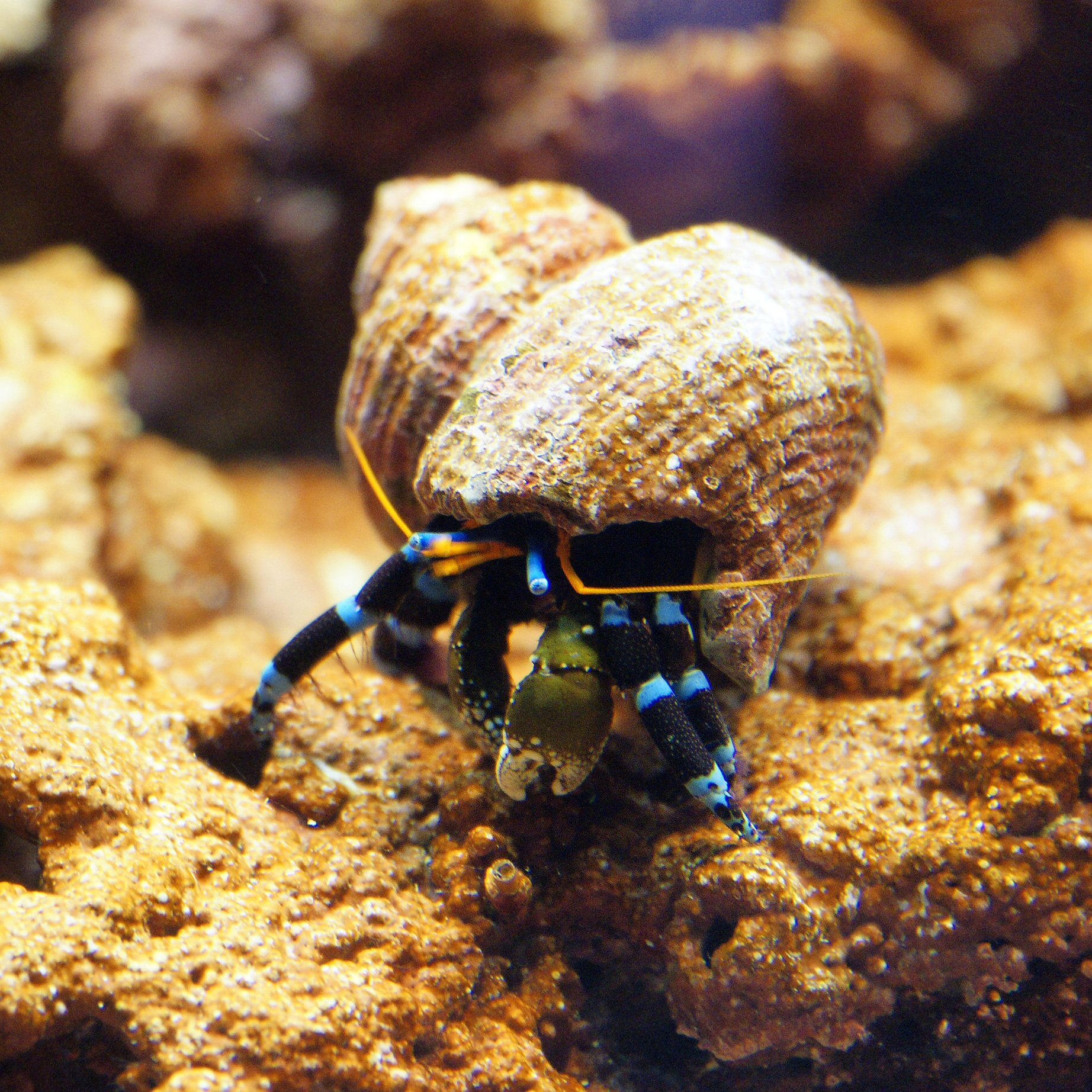
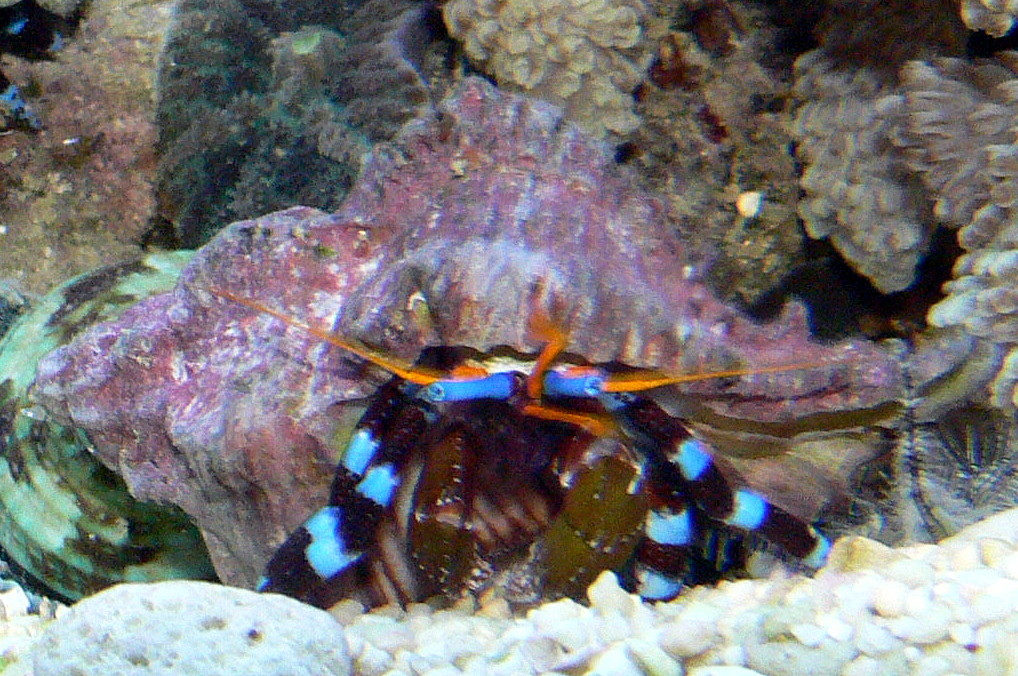